# Polyerata
A Polyerata a madarak osztályának sarlósfecske-alakúak (Apodiformes) rendjébe és a kolibrifélék (Trochilidae) családjába tartozó nem.
Besorolásuk vitatott, egyes rendszerezők szerint az Amazilia nembe tartoznak ezek a fajok is.

## Rendszerezés
A nembe az alábbi 5 faj tartozik:
- kékbegyű amazília (Polyerata amabilis vagy Amazilia amabilis)
- ékszer amazília (Polyerata decora vagy Amazilia decora)
- bíbormellű amazília (Polyerata rosenbergi vagy Amazilia rosenbergi)
- mangrovekolibri (Polyerata boucardi vagy Amazilia boucardi)
- hondurasi amazília (Polyerata luciae vagy Amazilia luciae)